# WHY (アルバム)
『WHY』（ホワイ）は日本のバンド、WHYのアルバム。

## 内容
織田哲郎、北島健二、長戸秀介によるバンドの唯一のアルバム。「Workin' for Money」は後に、織田がシングル「SMILE for ME」のカップリングにて、セルフカバー。

## 収録曲
1. Close Up
作詞：長戸秀介　作曲：織田哲郎　編曲：北島健二
2. Lonely Love
作詞：長戸秀介　作曲：北島健二　編曲：織田哲郎
3. 春・秋
作詞：北島健二　作曲：織田哲郎　編曲：長戸秀介
4. Mad City
作詞・作曲：織田哲郎　編曲：北島健二
5. Shine on
作詞：長戸秀介　作曲：織田哲郎　編曲：北島健二
6. 愛しき人よ（とどめん）
作詞：長戸秀介　作曲：織田哲郎　編曲：北島健二
7. さよならぐらいは
作詞・作曲：織田哲郎　編曲：北島健二
8. 無言劇
作詞・作曲：長戸秀介　編曲：北島健二
9. Workin' for Money
作詞：Eddy Blues　作曲：織田哲郎　編曲：北島健二
10. Last Page
作詞：長戸秀介　作曲：織田哲郎　編曲：北島健二